# Candoso (Vila Flor)
Candoso ist ein Ort und eine ehemalige Gemeinde (Freguesia) im portugiesischen Kreis Vila Flor. Die Gemeinde hatte 158 Einwohner (Stand 30. Juni 2011).
Am 29. September 2013 wurden die Gemeinden Candoso und Carvalho de Egas zur neuen Gemeinde União das Freguesias de Candoso e Carvalho de Egas zusammengeschlossen. Candoso ist Sitz dieser neu gebildeten Gemeinde.